# Delta Mekongu

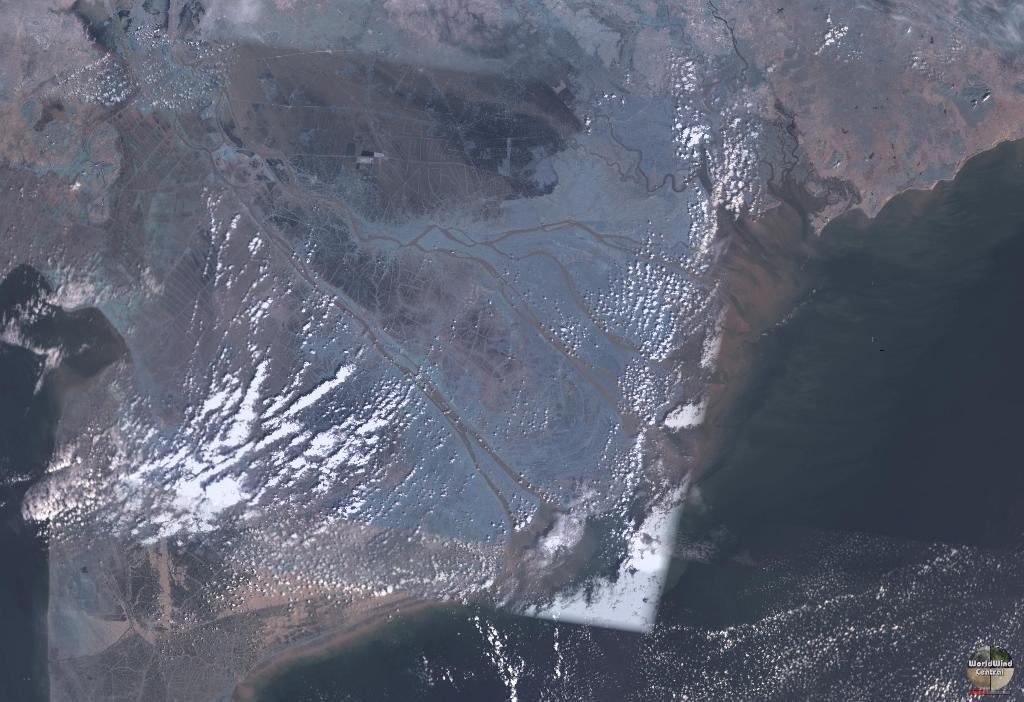
Zdjęcie satelitarne delty Mekongu

Delta Mekongu – rejon ujścia Mekongu do Morza Południowochińskiego. Jest to druga pod względem wielkości delta Azji.
Przyjmuje się, że delta Mekongu zaczyna się w okolicy Phnom Penh w Kambodży podziałem Mekongu na dwie odnogi: Mekong i Tônlé Basăk. W dalszym biegu Mekong dzieli się na sześć odnóg, a Tônlé Basăk na trzy.
Obszar delty, w postaci trójkątnej równiny, liczy około 58,5 tys. km², z czego 23 346 leży w Kambodży, a 35 158 w Wietnamie, prawie w całości nie wyżej niż 5 m n.p.m. Długość delty liczy 270 km, a jej ujście obejmuje 600 km wybrzeża. Osady niesione przez rzekę odkładają się wzdłuż półwyspu Cà Mau, przesuwając linię brzegową do 150 m rocznie w głąb morza.
Żyzność ziem uprawnych spowodowała wzrost liczby ludności w delcie Mekongu w ciągu ostatnich 100 lat z 1,7 mln w 1880 r. do 13,5 mln w 1980 r. W tym czasie areał uprawny wzrósł o dwa miliony hektarów.

## Historia
Do XVII w. delta Mekongu należała w całości do Khmerów. W drugiej połowie XVII w. król Kambodży zezwolił na osiedlenie się w Hà Tiên uchodzącym z Chin zwolennikom upadłej dynastii Ming, którzy z czasem opanowali tereny południowe do rzeki Tônlé Basăk. Jednocześnie od północy deltę zaczęli zaludniać osadnicy wietnamscy. Pod koniec XVIII w. podporządkowana Wietnamczykom Kambodża bez walki zgodziła się na przejęcie terytorium przez Wietnam. Po koronacji cesarza Gia Longa wytyczono granice w obecnym kształcie. Ludność khmerska zamieszkująca wietnamską część delty, tzw. Khmerzy Krom stanowi obecnie mniejszość etniczną (zob. mniejszości narodowe Wietnamu).